# 支鏈α-酮酸脫氫酶複合物
支链α-酮酸脱氢酶复合体（英語：Branched-chain alpha-keto acid dehydrogenase complex、branched-chain α-ketoacid dehydrogenase complex，缩写：BCKDC或BCKDH复合体）是一種在粒線體內膜中找到的酶之多次單元複合物(multi-subunit complex)。 這種酶複合物催化具支鏈的短鏈α-酮酸的氧化脫羧反應。BCKDC是α-酮酸脫氫酶複合體家族內的成員，包括丙酮酸脫氫酶複合體(pyruvate dehydrogenase)和α-酮戊二酸脫氫酶複合體(α-ketoglutarate dehydrogenase)，是三羧酸循環具有重要功能的酶。

## 輔助因子
這個複合物的需要下列5個輔因子(cofactor)：

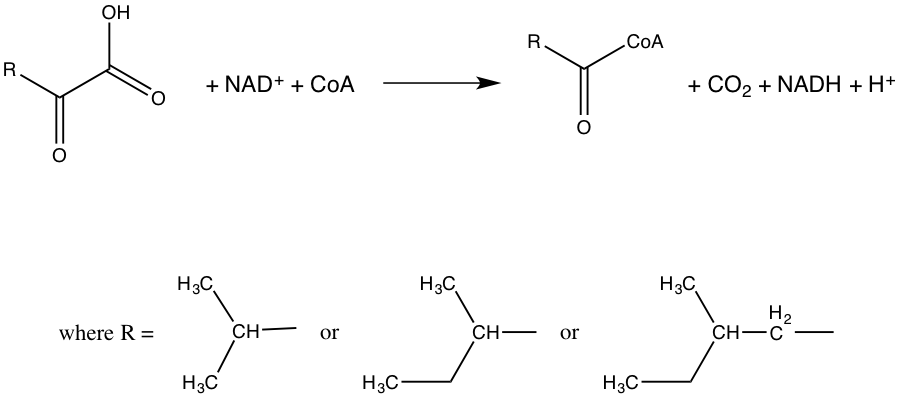
圖1: 支鏈α-酮酸脫氫酶複合物所催化的全反應

- 硫胺素焦磷酸(TPP)
- 黄素腺嘌呤二核苷酸(FAD)
- 煙醯胺腺嘌呤二核苷酸(NAD+)
- 硫辛酸(Lipoate)
- 輔酶A(Coenzyme A)

## 生物上的功能
在動物組織中，BCKDC催化不可逆步驟 ，分解代謝的支鏈氨基酸，即L-異白胺酸，L-纈氨酸和L-白胺酸及其衍生物（分別是L-α-酮-β-甲基戊酸酯，α-酮異戊酸和α-酮異己酸鹽）。 在細菌中，這種酶參與的支鏈、長鏈脂肪酸的合成；在植物中，這種酶是參與合成支鏈、長鏈的烴。
BCKDC催化的分解代謝之全反應示於圖1。

## 結構
BCKDC的酶催化機制很大程度上取決於這個大型酶複合體的精細結構。這種酶複合物是由三個催化次單元組成: α-酮酸脫氫酶(alpha-ketoacid dehydrogenase)（E1部分），二氫硫辛酸轉乙醯基酶(dihydrolipoyl transacylase) （E2部分），和二氫硫辛醯胺脫氫酶(dihydrolipoamide dehydrogenase)（E3部分）。在人體中的BCKDC核心中，有24個E2部分以八面體對稱排列。24 E2次單元聚合物分兩部分，12個E1α2β2四聚體和6個E3同二聚體以非共價方式結合。除了E1/E3-結合區域，在E2次單元上，有2個其他重要的結構區域：
（i）以該蛋白質的氨基末端部分的硫辛醯-軸承結構域(lipoyl-bearing domain)
（ii）在蛋白質羧基端的內核區域(inner-core domain)。

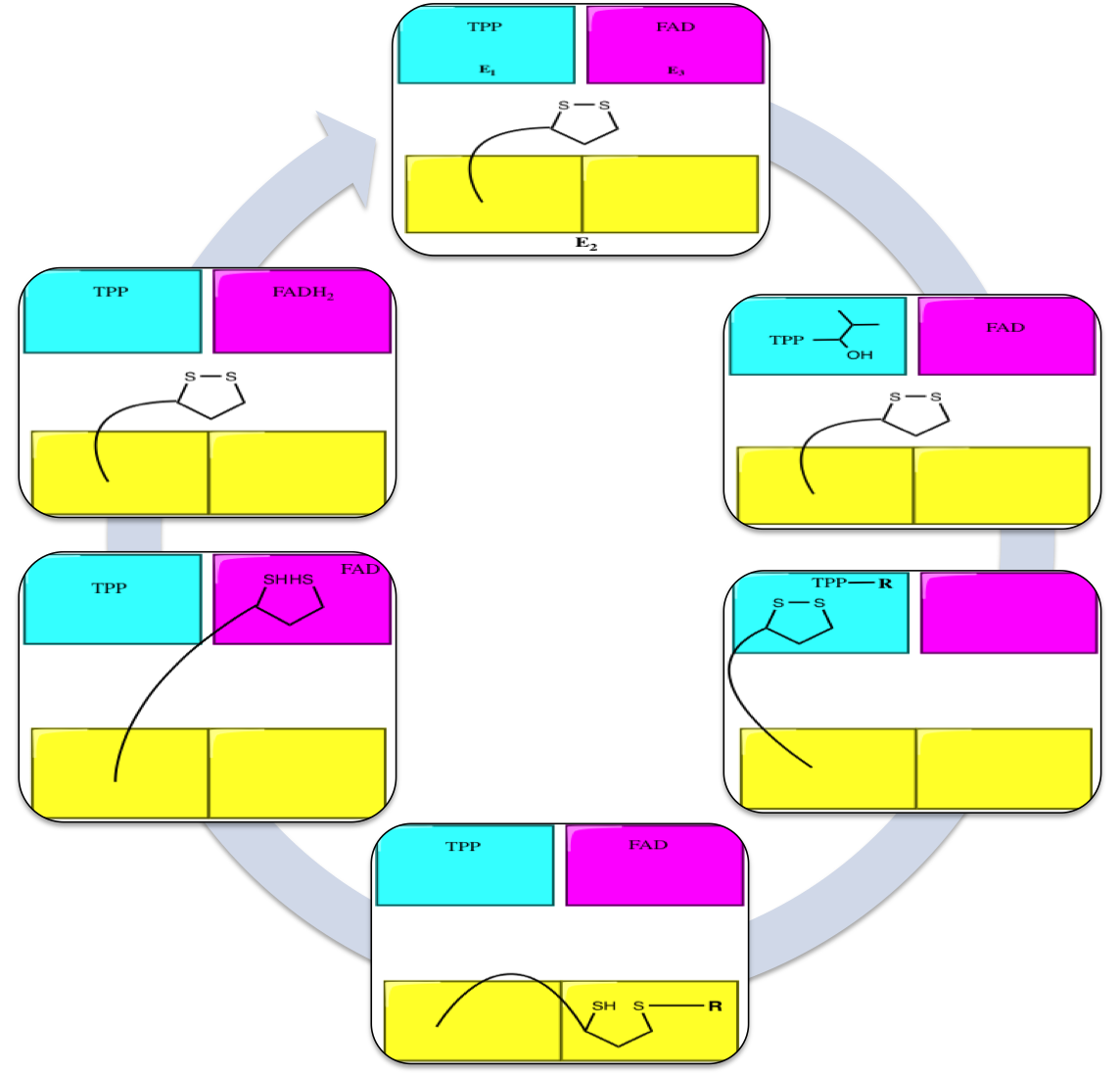
圖2:這是硫辛醯基區域如何擺盪的概圖。注意，硫辛醯區域是以共價結合於E_{2}BCKDC的次單元上，但可自由在E_{1}、E_{2}和E_{3}次單元間擺盪。由"機制"一節提到，硫辛醯基可自由在BCKDC的三個活性區位上自由擺動，在催化酵素複合物的活性上扮演了重要角色。

內核區域是由兩個區間片段（連接子）連接到E2次單元的其他兩個區域。內核區域對形成酶複合物的低聚核(oligomeric core)和催化醯基轉移酶的反應是必須的（由“機制”一節中所示）。 E2的硫辛醯區域可藉由上述提到連結子的彈性構像，使其在組裝好的BCKDC上之E1、E2和E3次單元的活性區位間自由擺動。（參照圖2）因此就功能及結構方面來說，E2部分在BCKDC催化的整個反應扮演著重要的角色。
每個子單元的作用如下

### E1次單元
E1採用硫胺素焦磷酸（TPP）作為催化的輔助因子。 E1催化α-酮酸的脫羧反應和後來的硫辛醯結構部分，以共價結合於E2次單元的還原反應（另一催化輔因子）。

### E2次單元
E2催化醯基(acyl group)從硫辛醯部分轉至的輔酶A（化學計量的輔因子，stoichiometric cofactor）。

### E3次單元
在E33部分是黃素蛋白(flavoprotein)，且其可作為氧化劑並利用FAD（催化輔因子）重新氧化還原E2次單元上的硫辛醯硫部分(lipoyl sulfur residues)；然後FAD將這些質子和電子轉移到NAD+（化學計量的輔因子，stoichiometric cofactor）以完成反應循環。

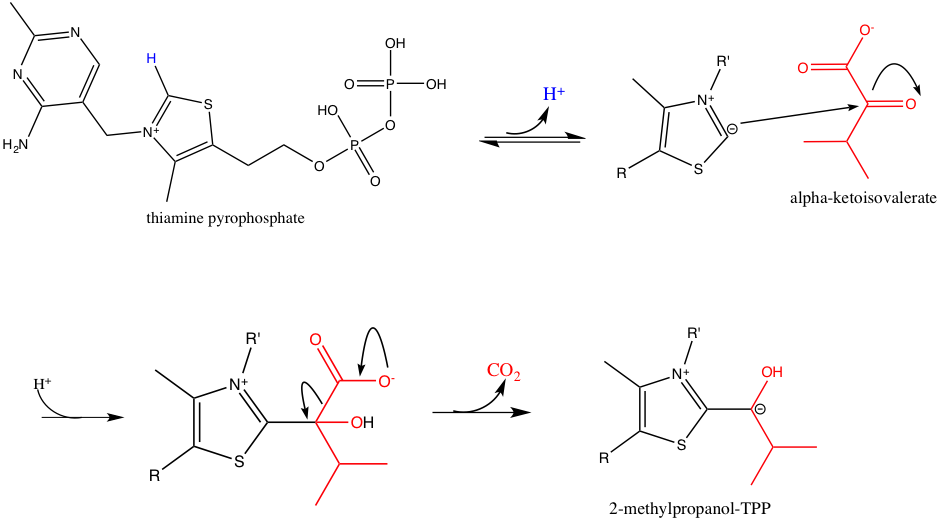
圖3: α-酮異戊酸結合TPP，然後進行脫羧

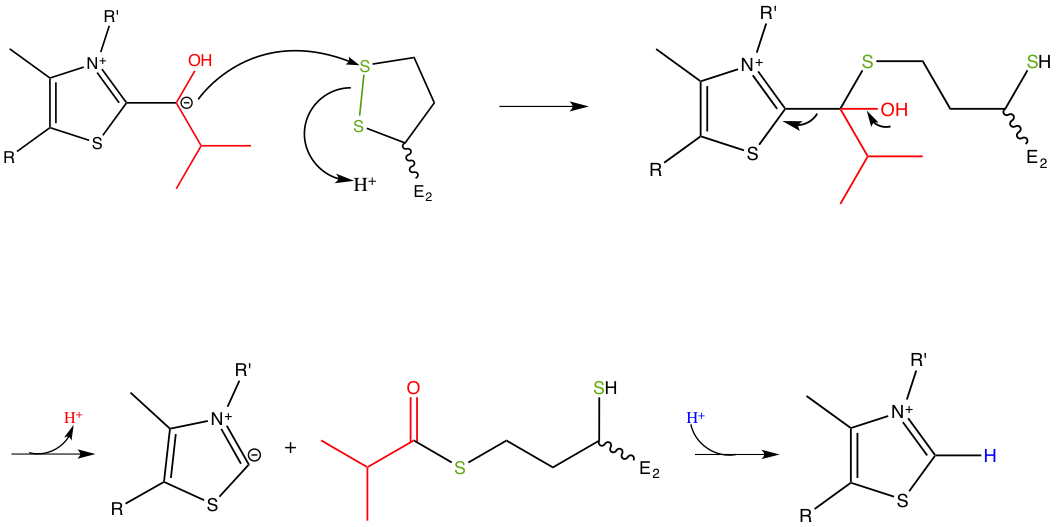
圖4: 將2 -甲基丙醇-TPP被氧化形成乙酰基，且同時被轉移到E2中的硫辛醯輔酶。注意，TPP重新生成。

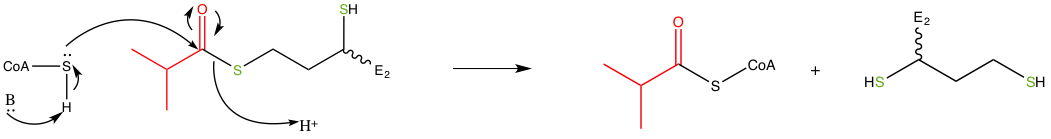
圖5:醯基轉移到輔酶A

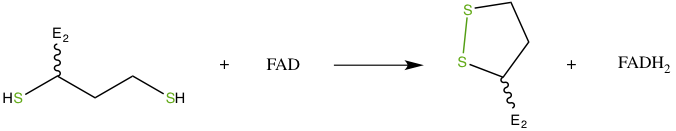
圖6:FAD輔酶氧化硫辛醯部分

## 機制
如前面提到的，在哺乳類動物體內的BCKDC主要功能是，催化支鏈氨基酸分解代謝反應中的不可逆步驟。然而，BCKDC具有相對廣泛的特異性，在比較比例(comparable rates)及對支鏈氨基酸的基質之Km值相似情況下，也可氧化4-甲硫基-2-氧代丁酸(4-methylthio-2-oxobutyrate)和2-氧代丁酸(2-oxobutyrate)。BCKDC也可氧化丙酮酸(pyruvate)，但這種緩慢速度下，副反應只小具生理意義。
其反應機理如下所示。 請注意，任何一種支鏈 α-酮酸可以作為起始原料；在這個例子中，α-酮異戊酸任意地被選作為BCKDC的基質。
注意：步驟1和2在E1區域發生。
步驟1: α-酮異戊酸結合TPP，然後進行脫羧反應(decarboxylated)，適當的箭頭推動機構示於圖3。

步驟2：將2-甲基丙醇-TPP(2-methylpropanol-TPP)被氧化形成乙醯基(acetyl group)而被同時轉移到E2中的硫辛酰輔酶。注意，TPP被再生。適當的箭頭推動機構示於圖4。
注：醯化硫辛醯臂(acylated lipoyl arm)現在離開E1，並盪到E2的活性區位，在此處發生第3步驟。
步驟3：醯基(Acyl group)轉移到輔酶A(CoA)。適當的箭頭推動機構示於圖5。
注：被還原硫辛醯臂現在盪到在E3的活性區位，此處步驟4和5發生。
步驟4：將硫辛醯區域被FAD輔酶氧化，如圖所示於圖6。
步驟5： FADH2再氧化成FAD，產生NADH：NADH::FADH2 + NAD+ --> FAD + NADH + H+

## 疾病相關
缺乏任何這種複酶複合物以或複合物的抑制，會使支鏈氨基酸和它們有害衍生物在體內積聚。這些積累會產生有甜味的排泄物（如耳垢和尿液），及病理學常稱為楓糖尿症。
在原發性膽汁性肝硬化中，[一種急性肝功能衰竭(acute liver failure)]，這種酶是自身抗原(autoantigen)，這些抗體(antibodies)會辨識氧化的蛋白質，導致炎症免疫反應，有些發炎反應可由麩質過敏解釋。 其他粒線體自身抗原，可由抗線粒體抗體(anti-mitochondrial antibodies)所辨識的抗原,包括丙酮酸脫氫酶(pyruvate dehydrogenase)和支鏈酮戊二酸脫氫酶(oxoglutarate dehydrogenase)。

## 外部連結
- GeneReviews/NCBI/NIH/UW entry on Maple Syrup Urine Disease （页面存档备份，存于）
- 醫學主題詞表（MeSH）：Branched+Chain+Ketoacid+Dehydrogenase
- EC 1.2.4.4